# V.I. 레닌 고급당학교
V.I. 레닌 고급당학교(알바니아어 : Shkolla e Lartë e Partisë "V.I. Lenin")는 알바니아 사회주의 인민공화국 시기에 존재했던 대학과 같은 급의 교육기관이었다. 설립된 목적은 당원들에게 공산주의 교육을 시행할 수 있는 자격을 제공하기 위해서였다. 이 학교는 고등학교 교육을 수료한 자 이상에게 입학자격이 부여되었으며, 대부분의 학생들은 알바니아의 기타 교육기관에서 교육을 수료받은 학생들이었다. 입학자격은 알바니아 노동당에 대한 충성심이었다. 이 학교의 교육은 2년 간 이루어졌는데, 어떠한 교과목에 대한 시험이나 졸업시험, 학위논문을 요구하지 않았다. 모든 수업은 마르크스-레닌주의의 주입과 공산당의 역사와 같은 과목들로 구성되었다. 학생들에게는 재학 중인 2년 간 매월 800 알바니아 레크의 장학금을 지급받았는데, 이는 공장노동자 봉급의 두 배, 농장원 봉급의 세 배에 달하는 금액이었다. 또한 재학기간 중에는 재학생과 그 가족에 무료 주택이 제공되었다. 고급당학교의 마지막 총장은 알바니아의 통치자였던 엔베르 호자의 부인인 네즈미예 호자였다.(네즈미예 호자는 정식 고등교육을 받지 못했다)